# تئودوسیا زاریونا
تئودوسیا زاریونا (اوکراینی: Зарівна Теодозія Петрівна؛ ۲۲ ژوئن ۱۹۵۱ – ) نویسنده، شاعر، نمایشنامه‌نویس، روزنامه‌نگار، منتقد تئاتر، ترجمه، سردبیر اصلی مجله ادبی کیف اهل اوکراین بود.